# Bidouze
A Bidouze folyó Franciaország területén, az Adour bal oldali mellékfolyója.

## Földrajzi adatok
Pyrénées-Atlantiques megyében a Pireneusok északi lejtőjén ered 650 méterrel a tengerszint felett, és Giche-nél torkollik a Adourba. Hossza 82,2 km.

## Megyék és városok a folyó mentén
- Pyrénées-Atlantiques : Guiche (Pyrénées-Atlantiques)

Mellékfolyói a Joyeuse, Lihoury és  Mendialgue.